# Emery Blades
Emery Blades (* 3. Juni 1928 in Hamilton, Ohio; † 14. Juni 2024) war ein US-amerikanischer Rockabilly-Musiker.

## Leben

### Kindheit und Jugend
Blades Eltern kamen beide aus Kentucky. Oft besuchte die Familie ihre Verwandten dort, die alle musikalisch talentiert waren und Old-Time Music spielten, die Blades beeinflusste. Ein weiterer großer Einfluss war die Grand Ole Opry, die jeden Samstagabend aus Nashville, Tennessee, übertragen wurde. Während der High School hörte Blades vornehmlich Swing, schwenkte später aber wieder auf Country um.

### Karriere
1950 heiratete Blades und begann, Gitarre zu spielen und Lieder zu schreiben. Mit Freunden spielte er privat oder auf Feiern zusammen und komponierte Mitte der 1050er-Jahre seine ersten beiden Stücke, I’m Leaving You the Key to My Heart und The Rock ’n’ Roll Carpenter. In Hamilton, Ohio, hatte gerade das Plattenlabel Ruby Records eröffnet und Blades stellte sich bei dem Besitzer Larry Short vor. Er gab Short Demobänder seiner beiden ersten Songs, die er mit Orville Andrews (Gitarre), Clyde Markham (E-Gitarre) und Wayne Hargreaves (Steel Guitar) und Adrian Cann (Bass) aufgenommen hatte. Ohne zu zögern, veröffentlichte Short die Bänder auf seinem Ruby-Label. Die Band wurde von ihm The Rural Rhythm Boys getauft.
Danach erschien eine weitere Single von Emerson bei Ruby. Während die B-Seite Your Broken Hearted List aus der Session mit den Rural Rhythm Boys stammte, war Look What You Done to Me eine Einspielung aus Larry Shorts Studio, die mit Musikern der Studio-Band, den Rainbow Rhythmaires, sowie mit Musikern aus Blades’ eigener Band entstand. Trotz der Bemühungen Shorts kamen beide Singles jedoch nicht über regionale Erfolge hinaus. Auch die dritte Single, aufgenommen in einem Studio in Chicago, konnte sich nicht national bemerkbar machen.
1960 spielte Blades eine Single für Jimmie Skinners Label Arvis Records ein, die aber ebenfalls wenig Beachtung fand. Für Skinners Label schrieb Blades auch einige Songs.
Seine letzten Aufnahmen machte Blades 1981 für sein Gospel-Album. Heutzutage tritt Blades weiterhin mit den Country Legends oder in der Kirche auf lokaler Ebene auf. Seine Songs wurden seit 1977 mehrmals wiederveröffentlicht. Zudem wurde er in die Rockabilly Hall of Fame aufgenommen.

## Diskographie

### Singles
|                         | Look What You Done to Me / Your Broken Hearted List               | Ruby RU-230 |
| 1957                    | The Rock and Roll Carpenter / I'm Leaving You the Key to My Heart | Ruby RU:120 |
| 1957                    | I'll Try Again / Somewhere Someday                                | Ruby RU-340 |
| 1960                    | I Feel Like a Million / I'll Bet You Wouldn't Care                | Arvis 110   |
| Unveröffentlichte Titel |                                                                   |             |
|                         | - Jitterbugging Baby - Oh, Honey                                  | Ruby        |

### Alben
1981: [Titel unbekannt] (Believe)